# Е Хуаньмин
Е Хуаньми́н (кит. упр. 叶焕明, пиньинь Yè Huànmíng) — китайский тяжелоатлет, призёр Олимпийских игр.

## Биография
Е Хуаньмин родился в уезде Дунгуань провинции Гуандун.
В 1986 году принял участие в чемпионате мира в Софии, где стал третьим в рывке, но по итоговой сумме очков не завоевал медалей в общем зачёте. В 1988 году завоевал бронзовую медаль Олимпийских игр в Сеуле.